# Miriam Marco Sánchez
Miriam Marco Sánchez (Barcelona, 13 de novembre de 1980) és una alpinista, professora d'esquí i guia d'alta muntanya catalana.
Amb estudis d'Enginyeria Tècnica Forestal, i després d'exercir professionalment com a professora d'esquí, ha esdevingut la primera dona de l'Estat espanyol que ha obtingut la titulació de guia d'alta muntanya, l'emparada per la Unió Internacional d'Associacions de Guies de Muntanya (UIAGM). S'ha convertit en l'única dona en un món dominat pels homes, l'única dona d'entre 147 guies de muntanya a l'Estat Espanyol.